# Georges Spénale
Pour les articles homonymes, voir Spénale.
 (janvier 2020).
Si vous disposez d'ouvrages ou d'articles de référence ou si vous connaissez des sites web de qualité traitant du thème abordé ici, merci de compléter l'article en donnant les références utiles à sa vérifiabilité et en les liant à la section « Notes et références ».
Georges Spénale, né le 29 novembre 1913 à Carcassonne et mort le 20 août 1983 à Paris, est un homme politique et haut-fonctionnaire français.

## Biographie
Licencié en droit et diplômé de l'École nationale de la France d'Outre-Mer, il commence sa carrière administrative en 1938 au Bureau économique de la Guinée française. Mobilisé de 1939 à 1940, il devient chef de circonscription en Haute-Volta en 1941, puis inspecteur du travail en Côte d'Ivoire l'année suivante.
- 1943-1945 : Sous les drapeaux
- 1946-1948 : Directeur de cabinet pour l'Afrique-Équatoriale française
- 1949-1950 : Chef de service information de la Côte d‘Ivoire
- 1951-1953 : Directeur de cabinet du gouvernement du Cameroun
- 1953-1954 : Secrétaire général du Cameroun
- 1954-1955 : Fait fonction de Haut-Commissaire au Cameroun
- 1955-1956 : Directeur adjoint des affaires politiques de la France d’Outre-Mer
- 1956 : Gouverneur de la France d’Outre-Mer
- 1956-1957 : Directeur de cabinet de la France d’Outre-Mer (Ministre Gaston Defferre ; Gouvernement Guy Mollet) ; participe à l’élaboration de la Loi Cadre
- 1957-1960 : Haut-Commissaire de France au Togo (jusqu’à l’indépendance) .
- 1962 : Député du Tarn jusqu’en 1973 (membre de la commission des finances)
- 1964 : Conseiller général du Tarn membre du parlement européen
- 1965 : Maire de Saint-Sulpice-la-Pointe
- 1966 : Président de la Commission parlementaire d’association avec la Grèce
- 1967-1975 : Président de la Commission des finances du Parlement européen.
- 1968 : Vice-président du Groupe parlementaire de défense des rapatriés
- 1968-1971 : Membre du Comité directeur du Parti socialiste
- 1973 : Membre du Conseil régional Midi-Pyrénées
- 1974 : Président du groupe socialiste au Parlement européen
- 1975 : Vice-président du Conseil régional Midi-Pyrénées
- 1975-1977 : (du 11 mars 1975 au 11 mars 1977) : Président du Parlement Européen.
- 1976 : Coprésident de l’Assemblée consultative ACP (Afrique-Caraïbes-Pacifique), CEE
- 1976 : Lauréat du Prix Eurafrique
- 1977 : Sénateur du Tarn. Membre de la délégation française à l’ONU en 1958, 1959, 1978 et 1979
- 1979 : Président de la Commission régionale des aides aux entreprises
- 1979 : Vice-président de la délégation parlementaire du Conseil de l'Europe
- 1980 : Membre titulaire à l’Assemblée parlementaire du Conseil de l’Europe
- 1981 : Lauréat du prix Joseph Bech
- 1982 : Vice-président en activité de l’Assemblée parlementaire du Conseil de l’Europe
- Georges Spénale est mort le 20 août 1983 au sein de l'l'hôpital de la Pitié-Salpêtrière dans le 13e arrondissement de Paris[1].

Il est la cheville ouvrière des contrats et négociation qui aboutirent aux premiers accords de Lomé, en 1975, lien essentiel entre pays industrialisés et pays moins avancés.